# Alexandre Dgebuadze
Alexandre Dgebuadze (ur. 21 maja 1971) – belgijski szachista pochodzenia gruzińskiego, arcymistrz od 2000 roku.

## Kariera szachowa
W latach 1995 i 1997 dwukrotnie reprezentował Gruzję w młodzieżowych (do lat 26) drużynowych mistrzostwach świata, w roku 1995 w Parnaíbie zdobywając dwa złote medale: wraz z narodowym zespołem oraz za indywidualny wynik na III szachownicy. W latach 1996–1998 trzykrotnie wystąpił w mistrzostwach Gruzji mężczyzn. Od roku 2001 na arenie międzynarodowej reprezentuje barwy Belgii, zdobywając 6 medali w mistrzostwach tego kraju: 3 złote (2002, 2005, 2007) i 3 srebrne (2001, 2003, 2004).
Wystąpił w wielu międzynarodowych turniejach, sukcesy osiągając m.in. w Koryncie (1998, dzielone III m-ce za Michaiłem Gurewiczem i Tamazem Gelaszwili), Senden (1999, dz. II m-ce za Arkadijem Naiditschem), Lohmarze (1999, I m-ce), Wijk aan Zee (2000, turniej Sonnevanck, dz. I m-ce wspólnie z Maartenem Solleveldem), Metz (2001, dz. III m-ce za Aleksandrem Delczewem i Andriejem Sokołowem), Creon (2001, dz. I m-ce), Sautron (2001, dz. II m-ce za Andrei Istrățescu), Gandawie (2001, I m-ce), Le Touquet-Paris-Plage (2002, dz. II m-ce za Wencisławem Inkiowem), Genui (2002, I m-ce), Le Touquet (2004, dz. II m-ce za Olegiem Korniejewem), Bogny-sur-Meuse (2005, II m-ce za Emmanuelem Bricardem), Avoine (2006, dz. I m-ce) oraz Mundolsheim (2006, dz. I m-ce).
Najwyższy ranking w dotychczasowej karierze osiągnął 1 lipca 2008 r., z wynikiem 2562 punktów zajmował wówczas 3. miejsce wśród belgijskich szachistów.